# Grumman F2F
Grumman F2F byl jednomotorový dvojplošný stíhací letoun se zatahovacím podvozkem, který mezi lety 1935 až 1940 sloužil jako standardní stíhací typ v perutích Námořnictva Spojených států amerických. Mohl operovat jak z pozemních základen tak palub letadlových lodí.

## Vznik a vývoj
Úspěch Grummanova dvoumístného typu FF-1, který byl podstatně rychlejší než jednomístné stíhací letouny své doby, vyústil v zakázku na jednomístný XF2F-1. Nový typ byl vyzbrojen dvěma synchronizovanými kulomety ráže 7,62 mm nad motorovým krytem a jeho konstrukce zahrnovala vodotěsné oddíly, za účelem redukce hmotnosti a zlepšení možností udržení stroje na hladině v případě nouzového přistání na vodní hladinu. Prototyp poprvé vzlétl 18. října 1933, vybaven experimentálním motorem XR-1534-44 Twin Wasp Junior, dvouhvězdicovým čtrnáctiválcem o výkonu 625 hp (466 kW), s nímž dosáhl maximální rychlosti 229 mil za hodinu (~ 369 km/h) ve výšce 8400 stop (2600 m), což bylo o 22 mil za hodinu (~ 35 km/h) více než FF-1 ve stejné letové hladině. Manévrovací schopnosti byly také lepší než u dřívějšího dvojmístného letounu.

## Operační historie

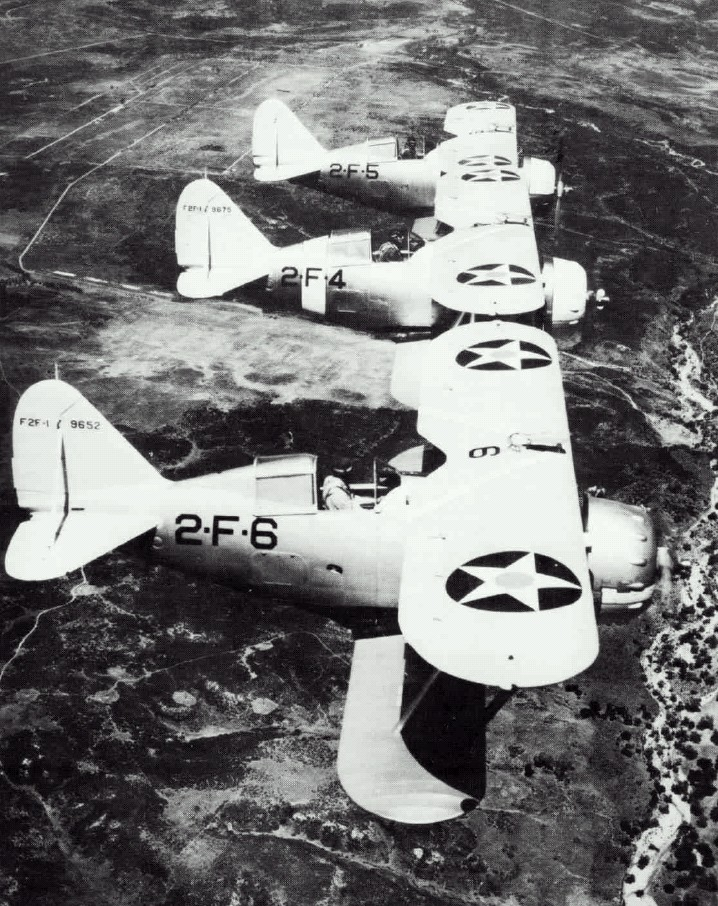
Tři F2F-1 ve službě u peruti VF-2B.

Námořnictvo 17. května 1934 objednalo 54 kusů sériových stíhacích F2F-1, z nichž první mu byla předána 19. ledna 1935. Jeden další exemplář byl objednán dodatečně aby nahradil stroj ztracený při havárii 16. března 1935, čímž celková produkce typu dostoupila 55 letounů. Poslední F2F-1 byl dodán 2. srpna 1935. F2F měl na danou dobu relativně dlouhou operační kariéru, a v prvoliniových perutích sloužil od roku 1935 do konce roku 1939, kdy u nich začal být nahrazován typem F3F. Do září 1940 typ F2F zcela vymizel od stíhacích perutí, a byl přeřazen k plnění výcvikových a pomocných úloh. Draky posledních F2F dosloužily v roce 1942 jako pozemní instruktážní pomůcky.

## Varianty
XF2F-1
Označení US Navy pro prototyp Grumman G.6 s motorem XR-1534-44 Twin Wasp Junior o výkonu 625 hp (466 kW). Postaven jeden kus.
F2F-1
Sérivá varianta s motorem R-1535-72 Twin Wasp Junior o výkonu 700 hp (522 kW). Vyrobeno 55 kusů.

## Uživatelé
- Spojené státy americké
  - Námořnictvo Spojených států amerických
    - VF-2B
    - VF-3B
    - VF-7

  - United States Marine Corps Aviation
    - VF-4M[2]

## Specifikace (F2F-1)

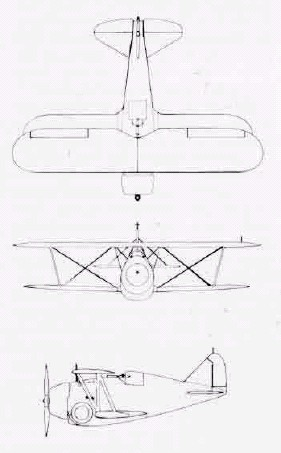
Třípohledový nákres Grummanu F2F-1.

Údaje z United States Navy Aircraft since 1911

### Technické údaje
- Posádka: 1
- Délka: 6,53 m (21 stop a 5 palců)
- Rozpětí: 8,69 m (28 stop a 6 palců)
- Výška: 2,77 m (9 stop a 1 palec)
- Nosná plocha: 21,4 m² (230 čtverečních stop)
- Prázdná hmotnost: 1 221 kg (2 691 lb)
- Maximální vzletová hmotnost: 1 745 kg (3 847 lb)
- Pohonná jednotka: 1 × hvězdicový motor Pratt & Whitney R-1535-72 Twin Wasp Junior
- Výkon pohonné jednotky:  700 hp (522 kW)

### Výkony
- Maximální rychlost: 372 km/h (201 uzlů, 231 mph)
- Dolet:  1 585 km (857 Nm, 985 mil)
- Dostup: 8 260 m (27 100 stop)
- Stoupavost: 10,4 m/s (2 050 stop za minutu)

### Výzbroj
- 2 × synchronizovaný kulomet Browning ráže 7,62 mm v trupu.